# Cseh uralkodók ágyasainak listája

A Cseh Királyság címere

A cseh uralkodók ágyasainak listáját tartalmazza az alábbi táblázat a XI. századtól a XX. századig.

## Királyi ágyasok
| Képe | Neve                                      | Házastársa                              | Születése            | Ágyassá válása | Ágyas státusz vége                         | Halála            | Gyermekek a kapcsolatból | Uralkodó                  |
| ---- | ----------------------------------------- | --------------------------------------- | -------------------- | -------------- | ------------------------------------------ | ----------------- | --- | ------------------------- |
|      | Božena                                    |                                         | ?                    | ?              | 1034. november 9./11. az uralkodó halála   | 1052              | 1. I. Břetislav cseh fejedelem (1002 körül–1055) 2. Vratiszláv (kanonok)                                                                  | Ulrik                     |
| –    | N. Palczierzik                            |                                         | ?                    | ?              | 1261. október 25. az uralkodó 2. házassága | ?                 | 1. I. Miklós troppaui herceg (1255 körül–1318) 2. Ágnes 3. N. (leány) 4. N. (leány) 5. Jesek (1265/70–1296) pap 6. Erzsébet 7. N. (leány) | II. Ottokár (II. Přemysl) |
| –    | Agnes von Kuenring                        |                                         | 1236 körül           | ?              | 1261. október 25. az uralkodó 2. házassága | ?                 | 8. Erzsébet | II. Ottokár (II. Přemysl) |
| –    | N. N.                                     |                                         | ?                    | ?              | ?                                          | ?                 | 1. Jan Volek (Johann Wolko) (?–1351), Olmütz püspöke 2. Erzsébet (1305 előtt–1347) apáca                                                  | II. Vencel                |
| –    | Diemut                                    |                                         | ?                    | ?              | ?                                          | ?                 | 1. Matthäus Chunzmann (?–1363), Brixen püspöke                                                                                            | II. (Görzi) Henrik        |
| –    | N. N.                                     |                                         | ?                    | ?              | ?                                          | ?                 | 2. Albert | II. (Görzi) Henrik        |
| –    | Flura von Galsaun                         | Walter von Tengernsee-Galsaun           | 1302 körül           | ?              | ?                                          | 1350 körül        | 3. Matthias zu Obermontani | II. (Görzi) Henrik        |
| –    | N. N.                                     |                                         | ?                    | ?              | ?                                          | ?                 | 1. Luxemburgi János (1322–1358) aquileiai pátriárka 2. Luxemburgi Henrik (szerzetes)                                                      | I. (Luxemburgi) János     |
| –    | Morzsinai Erzsébet                        | Hunyadi Vajk                            | ?                    | ?              | ?                                          | ?                 | Hunyadi János (1407 körül–1456) | Luxemburgi Zsigmond       |
| –    | Edelpeck Borbála                          | Friedrich von Enzersdorf                | ?                    | 1470           | 1476 az uralkodó 2. házassága              | 1495. február     | Corvin János (1473–1504) | I. (Hunyadi) Mátyás       |
| –    | Wass Angelitha                            | Ethey N.                                | ?                    | 1520 körül     | 1521 körül az uralkodó házassága           | ?                 | Wass János (1521 körül–1580 után) | II. Lajos                 |
| –    | Katharina Strada                          |                                         | ?                    | 1579           | ?                                          | 1629              | 1. Ausztriai Julius Caesar (1584/86–1609) 2. Ausztriai Károly (1603–1628)                                                                 | II. (Habsburg) Rudolf     |
| –    | Euphemia von Rosenthal                    |                                         | ?                    | ?              | ?                                          | ?                 | 3. Ausztriai Karolina (Charlotte)(1591–1662) 4. Ausztriai Mátyás (1594–1626)                                                              | II. (Habsburg) Rudolf     |
| –    | Lucia von Neuhaus                         |                                         | ?                    | ?              | ?                                          | ?                 | ? | II. (Habsburg) Rudolf     |
| –    | N. N.                                     |                                         | ?                    | ?              | ?                                          | ?                 | 5. Ausztriai Anna Dorottya (1580–1624) 6. Ausztriai Dorottya (1611/12–1694)                                                               | II. (Habsburg) Rudolf     |
| –    | Wolfgang von Rumpf                        |                                         | ?                    | ?              | ?                                          | ?                 | homoszexuális kapcsolat | II. (Habsburg) Rudolf     |
| –    | Philip Lang                               |                                         | ?                    | ?              | ?                                          | ?                 | homoszexuális kapcsolat | II. (Habsburg) Rudolf     |
| –    | N. N.                                     |                                         | ?                    | ?              | ?                                          | ?                 | Ausztriai Mátyás (Matthias von Österreich)                                                                                                | II. (Habsburg) Mátyás     |
| –    | N. N.                                     |                                         | ?                    | ?              | ?                                          | ?                 | 1. Ludwig von Eschenbach (1719–1779), Ettal apátja                                                                                        | (III.) Károly (Albert)    |
| –    | N. von Haslang                            |                                         | ?                    | ?              | ?                                          | ?                 | 2. Marie Josepha von Hohenfels (1720–1797)                                                                                                | (III.) Károly (Albert)    |
| –    | Charlott Sophie von Ingenheim bárónő      |                                         | ?                    | ?              | ?                                          | ?                 | 3. Ferenc Lajos (1723–1780), Holstein grófja                                                                                              | (III.) Károly (Albert)    |
| –    | Maria Josepha Topor von Morawitzky bárónő |                                         | 1714                 | ?              | ?                                          | 1789              | 4. N. (fiú) (1735–?) | (III.) Károly (Albert)    |
| –    | Josepha Fugger                            |                                         | 1719                 | ?              | ?                                          | 1794              | 5. N. Wachsentein gróf (1739/40–?) | (III.) Károly (Albert)    |
| –    | N. N.                                     |                                         | ?                    | ?              | ?                                          | ?                 | 6. N. de Wart | (III.) Károly (Albert)    |
|      | Maria Wilhelmina von Neipperg             | Johann Adam Joseph von Auersperg herceg | 1738. április 30.    | 1755           | 1765. augusztus 18. az uralkodó halála     | 1775. október 21. | nem születtek | Lotaringiai Ferenc        |
|      | Anna Nahowski (Anna Nowak)                | 1. N. Heuduck 2. Franz Nahowski         | 1860                 | 1875           | 1888                                       | 1931              | nem születtek | I. Ferenc József          |
|      | Katharina Schratt                         | Kiss Miklós                             | 1853. szeptember 11. | 1883           | 1916. november 21. az uralkodó halála      | 1940. április 17. | nem születtek | I. Ferenc József          |